# Historia de un clan
Historia de un clan é uma minissérie de televisão argentina, transmitida pela rede televisiva Telefe para a Argentina e pela TNT no restante da América Latina.
Baseada na história verídica de Arquímedes Puccio e os crimes cometidos por e ele e sua família, a produção é  protagonizada por Alejandro Awada e Chino Darín. Foi ao ar pela primeira vez em 09 de setembro de 2015 e em 10 de setembro de 2015 para os outros países.

## Elenco
- Alejandro Awada ... Arquímedes Puccio
- Chino Darín ... Alejandro "Alex" Puccio
- Cecilia Roth ... Epifanía Calvo de Puccio
- Nazareno Casero ... Daniel "Maguila" Puccio
- María Soldi ... Silvia Puccio
- Rita Pauls ... Adriana Puccio
- Tristán ... Coronel Franco (Rodolfo Franco)
- Justina Bustos ... Mónica Sörvick
- Pablo Cedron ... Labarde (Guillermo Fernández Laborde)
- Gustavo Garzon ... Rojas (Roberto Díaz)
- Victoria Almeida ... María Belén